# Глухівський національний педагогічний університет імені Олександра Довженка
Глухівський національний педагогічний університет імені Олександра Довженка (англ. Oleksandr Dovzhenko Hlukhiv National Pedagogical University) — заклад вищої освіти IV рівня акредитації у місті Глухові Сумської області.
Глухівський університет є одним з найстаріших педагогічних закладів вищої освіти України, вважається одним із найголовніших закладів вищої освіти Сумщини та частиною освітянської системи держави. Ректор — Курок Олександр Іванович, професор, доктор історичних наук, Заслужений працівник народної освіти України.
Три його історичні корпуси складають «Гуманітарно — просвітницького комплексу Глухова», до якого належать пам'ятки архітектури національного значення (охоронний № 180031/3-Н): «Будинок Глухівського учительського інституту», «Глухівська чоловіча гімназія» та «Пансіон Глухівської чоловічої гімназії».

## Історія
Глухівський державний педагогічний університет заснований 25 жовтня 1874 року як учительський інститут. 16 липня 2008 року було видано Розпорядження Кабінету Міністрів України № 858-р від «Про присвоєння імені Олександра Довженка Глухівському державному педагогічному університетові».
Зі стін університету імені Олександра Довженка вийшли відомі випускники. За свою історію навчальний заклад підготував понад 25 тисяч учителів.
У ньому навчалися кіносценарист та відомий український письменник О. Довженко, батько братів Зерових Костянтин Зеров, російський письменник, академік С. Сергєєв-Ценський, український письменник і педагог С. Васильченко, український політичний діяч, за доби УНР, міністр пошти і телеграфу І. С. Паливода, білоруський поет, перекладач і публіцист Янка Журба, засновник академічної капели «Думка» Н. Городовенко, письменники О. Палажченко, П. Ключина, О. Столбін, академіки С. Шаповаленко і Ф. Овчаренко, лауреати державних премій професори Є. Квасников та П. Агалецький, академік Академії педагогічних наук України М. Вашуленко та інші відомі діячі науки і культури.

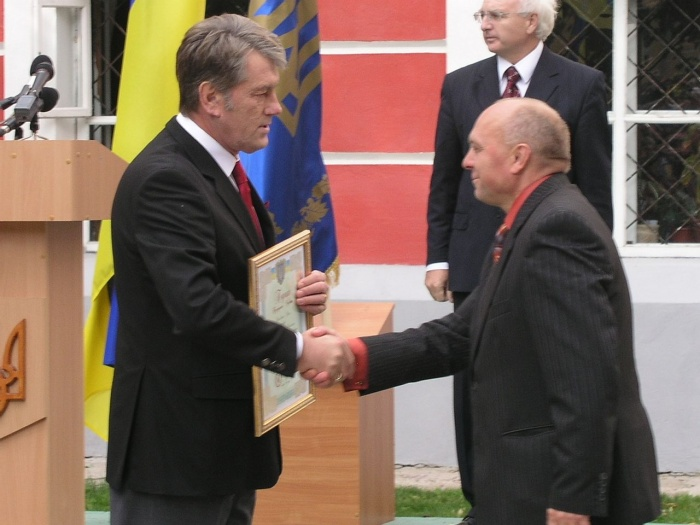
Присвоєння Глухівському педагогічному університету статусу «Національного»

Програми реорганізації системи педагогічної освіти обумовили такі етапи в його історії:
- учительський інститут (1874–1917);
- педагогічний інститут (1917–1921);
- інститут народної освіти (1921–1924);
- педагогічні курси (1924–1925);
- педагогічний технікум (1925–1930);
- інститут соціального виховання (1930–1933);
- педагогічний інститут (1933–1937);
- учительський інститут (1937–1941; 1943–1954);
- педагогічний інститут (1954–2001);
- педагогічний університет (від травня 2001 року)[9];
- національний педагогічний університет (від 4 жовтня 2009 року).[10][11][12]

## Сучасний стан
Глухівський національний педагогічний університет імені Олександра Довженка є закладом вищої освіти, який забезпечує підготовку педагогічних кадрів за 16 напрямами та спеціальностями за освітніми ступенями «Бакалавр», «Магістр», Доктор філософії, Доктор наук. На базі університету функціонує аспірантура та докторантура.
Загальна чисельність студентів університету становить 5100 осіб. Навчально-виховний процес в університеті забезпечують 33 доктори наук, професори, із них — 1 академік НАПНУ, 1 член-кореспондент НАПНУ, 137 кандидатів наук, доцентів, 11 заслужених працівників освіти України.

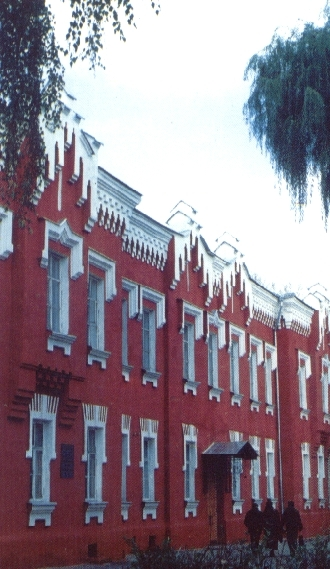
Факультет технологічної і професійної освіти

У структурі навчального закладу функціонують:
- Навчально-науковий інститут Філології та історії, навчально-науковий інститут педагогіки та психології;
- факультети: дошкільної освіти, технологічної і професійної освіти, природничої і фізико-математичної освіти;
- Відокремлений структурний підрозділ Професійно-педагогічний фаховий коледж ГНПУ імені Олександра Довженка.

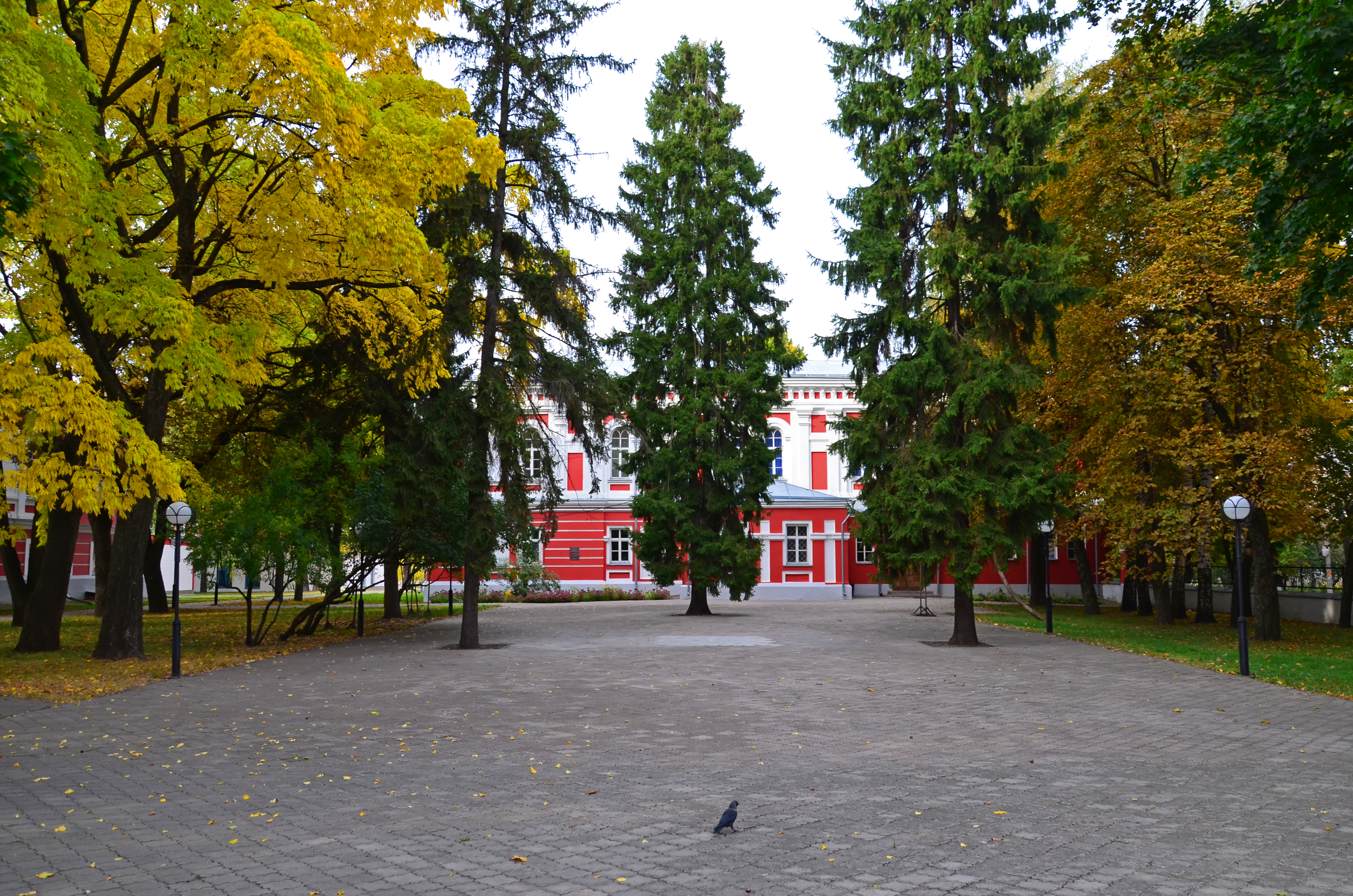
Пам'ятка природи ботанічна «Екзотичні дерева Глухівського педуніверситету»

В університеті діють спеціалізовані та науково-дослідницькі лабораторії з історії та культури Сіверщини і проблем початкового навчання в національній школі та діалектології, навчально-виробничі майстерні, сучасний спортивний комплекс з 2 басейнами, і 5 читальних залів. Фонди навчально-наукової бібліотеки університету налічують більше 400 000 екземплярів. Навчально-матеріальна база закладу нараховує 7 навчальних корпусів, три з яких є пам'ятками історії та архітектури і входять до складу Національного державного історико-культурного заповідника в місті Глухові.
У закладі також діє історико-педагогічний музей, створений 25 жовтня 2001 року на базі музею історії Глухівського педагогічного інституту. У музеї представлена історія університету, педагогічна, наукова та літературно-мистецька спадщина педагогів та вихованців закладу. Розташований музей в історичному першому корпусі, який є пам'ятником архітектури та історії. У його фондах знаходяться 1 127 одиниць зберігання. Музей прилучається до наукових досліджень, надає допомогу в написанні студентами курсових робіт та наукових статей, проведенні наукових конференцій тощо.

## Перелік спеціальностей

### ОС «Бакалавр»
А2 Дошкільна освіта
ОПП:
- Дошкільна освіта;
- Дошкільна освіта та мова і література (англійська);
- Дошкільна освіта та психолого-педагогічний супровід;
- Дошкільна освіта та фізична культура.

А3 Початкова освіта
ОПП:
- Початкова освіта;
- Початкова освіта та інформатика;
- Початкова освіта та психолого-педагогічний супровід

А4 Середня освіта (Українська мова і література)
ОПП:
- Середня освіта (Українська мова і література),
- Середня освіта (Українська мова і література. Англійська мова)

А4 Середня освіта (Англійська мова та зарубіжна література)
- Середня освіта (Мова і література (англійська))

А4 Середня освіта (Історія та громадянська освіта)
- - Середня освіта (Історія. та громадянська освіта)

А4 Середня освіта (Математика)
ОПП:
- Середня освіта (Математика та інформатика)

А4 Середня освіта (Біологія та здоров'я людини)
ОПП:
- Середня освіта (Біологія та здоров’я людини та психолого-педагогічний супровід);
- Середня освіта (Біологія та здоров’я людини та фізичне відновлення);
- Середня освіта (Біологія та здоров’я людини та природознавство)

А4 Середня освіта (Фізика та астрономія)
- Середня освіта (Фізика та інформатика)

А4 Середня освіта (Інформатика)
- Середня освіта (Інформатика)

А4 Середня освіта (Природничі науки)
- Середня освіта (Природничі науки)

А4 Середня освіта (Технології)
- Середня освіта (Технології та інформатика)

А4 Середня освіта (Фізична культура)
- ОПП Середня освіта (Фізична культура та організація спортивно-масової і туристичної роботи)

А5 Професійна освіта (Будівництво та зварювання)
- Професійна освіта (Будівництво))

А5 Професійна освіта (Технологія виробів легкої промисловості)
- Професійна освіта (Технологія виробів легкої промисловості))

А5 Професійна освіта (Аграрне виробництво, переробка сільськогосподарської продукції та харчові технології)
- Професійна освіта (Аграрне виробництво, переробка сільськогосподарської продукції)

C4 Психологія
- Психологія

i10 Соціальна робота та консультування
ОПП:
- Соціальна робота та консультування

### ОС «Магістр»
A1 Освітні науки
ОПП:
- Педагогіка вищої школи

А2 Дошкільна освіта
ОПП:
- Дошкільна освіта

А3 Початкова освіта
ОПП:
- Початкова освіта

А4 Середня освіта (Українська мова і література)
ОПП:
- Середня освіта (Українська мова і література);
- Середня освіта (Українська мова і література. Англійська мова)

А4 Середня освіта (Англійська мова та зарубіжна література)
ОПП:
- Середня освіта (Мова і література (англійська))

А4 Середня освіта (Історія та громадянська освіта)
ОПП:
- - Середня освіта ( Історія та громадянська освіта)

А4 Середня освіта (Математика)
ОПП:
- Середня освіта (Математика)

014 Середня освіта (Біологія та здоров'я людини)
ОПП:
- Середня освіта (Біологія та здоров’я людини та природознавство)

А4 Середня освіта (Фізика та астрономія)
ОПП:
- Середня освіта (Фізика та інформатика)

А4 Середня освіта (Технології)
ОПП:
- Середня освіта (Технології та інформатика)

А4 Середня освіта (Фізична культура)
ОПП:
- Середня освіта (Фізична культура)

А5 Професійна освіта (Будівництво та зварювання)
ОПП:
- Професійна освіта (Будівництво)

А5 Професійна освіта (Технологія виробів легкої промисловості)
ОПП
- Професійна освіта (Технологія виробів легкої промисловості)

А5 Професійна освіта (Аграрне виробництво, переробка сільськогосподарської продукції та харчові технології)
ОПП:
- Професійна освіта (Аграрне виробництво, переробка сільськогосподарської продукції)

B9 Історія та археологія
ОПП:
- Історія

C4 Психологія
ОПП:
- Психологія

I10 Соціальна робота та консультування
ОПП:
- Соціальна робота

D3 Менеджмент
ОПП
- Управління закладом освіти

### ОНС «Доктор філософії»
011 Освітні, педагогічні науки
ОНП Теорія і методика вищої освіти
013 Початкова освіта
- ОНП Початкова освіта

015 Професійна освіта (за спеціалізаціями)
- ОНП Теорія і методика професійної освіти

032 Історія та археологія
- ОНП Історія та археологія

073 Менеджмент
- ОНП Управління закладом освіти

### НС «Доктор наук»
- 015 Професійна освіта

## Ректори
1. Олександр Бєлявський (1874—1894 рр.)
2. Іван Андрієвський (1894—1905 рр.)
3. Павло Міловський (1905—1909 рр.)
4. Митрофан Григоревський (1909—1913 рр.)
5. Леонід Апостолов (1913—1916 рр.)
6. Костянтин Ягодовський (1916—1923 рр.)
7. Яків Колубовський (1923—1924 рр.)
8. Павло Івченко (завідувач педагогічними курсами, вересень 1924 — грудень 1924 рр.)
9. Яків Морачевський (завідувач педагогічними курсами, грудень 1924 — липень 1925 рр.)
10. Юрій Нестеренко (директор педтехнікуму, 1925—1928 рр.)
11. Іван Лошняков (директор педтехнікуму, 1928—1930 рр.)
12. Платон Горілий (директор інституту соціального виховання, 1930—1931 рр.)
13. Дмитро Донський (директор інституту соціального виховання, 1931—1932 рр.)
14. Юрій Рожков (директор інституту соціального виховання, педінституту, педтехнікуму і робітфаку, 1932—1934 рр.)
15. Леонід Гаркуша (директор педкомбінату, 1934—1935 рр.)
16. Олександр Стрельцов (директор педагогічного, а потім учительського інституту, 1935—1938 рр.)
17. Навоєнко С. Д. (директор учительського інституту, 1938 р.)
18. Дмитро Гаран (директор учительського інституту, 1938—1941, 1943—1945 рр.)
19. Іван Чуйко (1945—1947 рр.)
20. Григорій Сапітон (1947—1952 рр.)
21. Фелікс Мазур (1952—1954 рр.)
22. Олександр Томчук (ректор педінституту, 1954—1971 рр.)
23. Іван Качан (1971—1980 рр.)
24. Микола Великолуг (1980—1985 рр.)
25. Леонід Гнатюк (1985—1990 рр.)
26. Микола Волос (виконував обов'язки ректора з 15.05.1990 р. по 27.11.1990 р.)
27. Володимир Куриленко (1990—1995 рр.)
28. Олена Горбенко (виконувала обов'язки ректора з 05.10.1995 р. по 19.03.1996 р.)
29. Володимир Чирва (1996—1999 рр.)
30. Микола Волос (виконував обов'язки ректора з 26.10.1999 р. по 31.05.2000 р.)
31. Олександр Курок (з 1 червня 2000 р.)

## Керівництво
- Ректор Курок Олександр Іванович − доктор історичних наук, професор, Заслужений працівник народної освіти України.
- Перший проректор Хроленко Марина Володимирівна — доктор педагогічних наук, доцент.
- Проректор з наукової роботи та міжнародних зв'язків Ткаченко Наталія Миколаївна — доктор педагогічних наук, професор;
- Проректор з науково-педагогічної роботи Луценко Григорій Васильович — доктор педагогічних наук, професор;
- Помічник ректора Коротич Анатолій Володимирович.

## Відомі випускники
- Абрамов Іван Спиридонович (1898)
- Бабин Олександр Іванович (1914)
- Богданович Михайло Васильович (1951)
- Васильченко Степан Васильович (навчався у 1904—1905 роках)
- Вашуленко Микола Самійлович (1961)
- Головань Ніна Олексіївна (1964)
- Городинська Оксана Василівна (2000)
- Городовенко Нестор Феофанович (1907)
- Гриневський Ілля Самсонович (1918)
- Довженко Олександр Петрович (1914)
- Дригус Ігор Петрович (1965)
- Журба Янка (1909)
- Зеров Костянтин Іраклійович (1881)
- Павло Ключина (1951)
- Коваленко Юрій Олександрович (1996)
- Колтаков Микола Володимирович (2005)
- Колтаков Фелікс Володимирович (1997)
- Котляр Володимир Пилипович (1960)
- Куриленко Раїса Іванівна (1962)
- Мусіяка (Дригус) Марія Трохимівна (1969)
- Овчаренко Федір Данилович (1934)
- Онацький Дометій Григорович (1886)
- Палажченко Олексій Овсійович (1949)
- Паливода Іван Симонович (1907)
- Петрова Олена Анатоліївна (1988)
- Пєхова Вікторія Миколаївна (1997)
- Расторгуєв Павло Андрійович (1903)
- Россол Олег Анатолійович (2012)
- Сабалдир Григорій Олексійович (1913)
- Седнєв Сергій Анатолійович (2007)
- Семенова Валентина Костянтинівна (1962)
- Сергєєв-Ценський Сергій Миколайович (1895)
- Співак Ель Гершович (1919)
- Столбін Олексій Петрович (1950)
- Талан Світлана Олегівна (1983)
- Тернова Євдокія Миколаївна (Діна Швець, 1974)
- Фененко Микола Васильович (навчався у 1927—1928 роках)
- Філь Юхим Павлович (1915)
- Халматов Дільшот Шухратович (2021)
- Черниш Михайло Петрович (1960)
- Шаповаленко Сергій Григорович (1933)
- Шелестюк Тарас Олександрович (2012)
- Юнак Антон Павлович (2013)
- Яковлєва Оксана Миколаївна
- Ярошевич Никанор Казимирович (1906)